# Capinghem
Capinghem (prononcé [kapɛ̃ɡɛm]  est une commune française, située dans le département du Nord (59) en région Hauts-de-France. 

## Géographie

### Localisation
Capinghem se situe dans le pays des Weppes en Flandre romane à 7 km au nord-ouest de Lille (11,8 km par la route).
La commune se trouve dans l'aire d'attraction de Lille (partie française), ainsi que dans l'unité urbaine, dans la zone d'emploi et dans le bassin de vie de cette ville

### Communes limitrophes
Les communes limitrophes sont Pérenchies, Ennetières-en-Weppes, Lille et Prémesques.
| Prémesques | Pérenchies           |       |
|            | Capinghem            | Lille |
|            | Ennetières-en-Weppes |       |

### Géologie et relief
La superficie de la commune est de 1,86 km2 ; son altitude varie de 34  à   49 mètres.

### Hydrographie

#### Réseau hydrographique

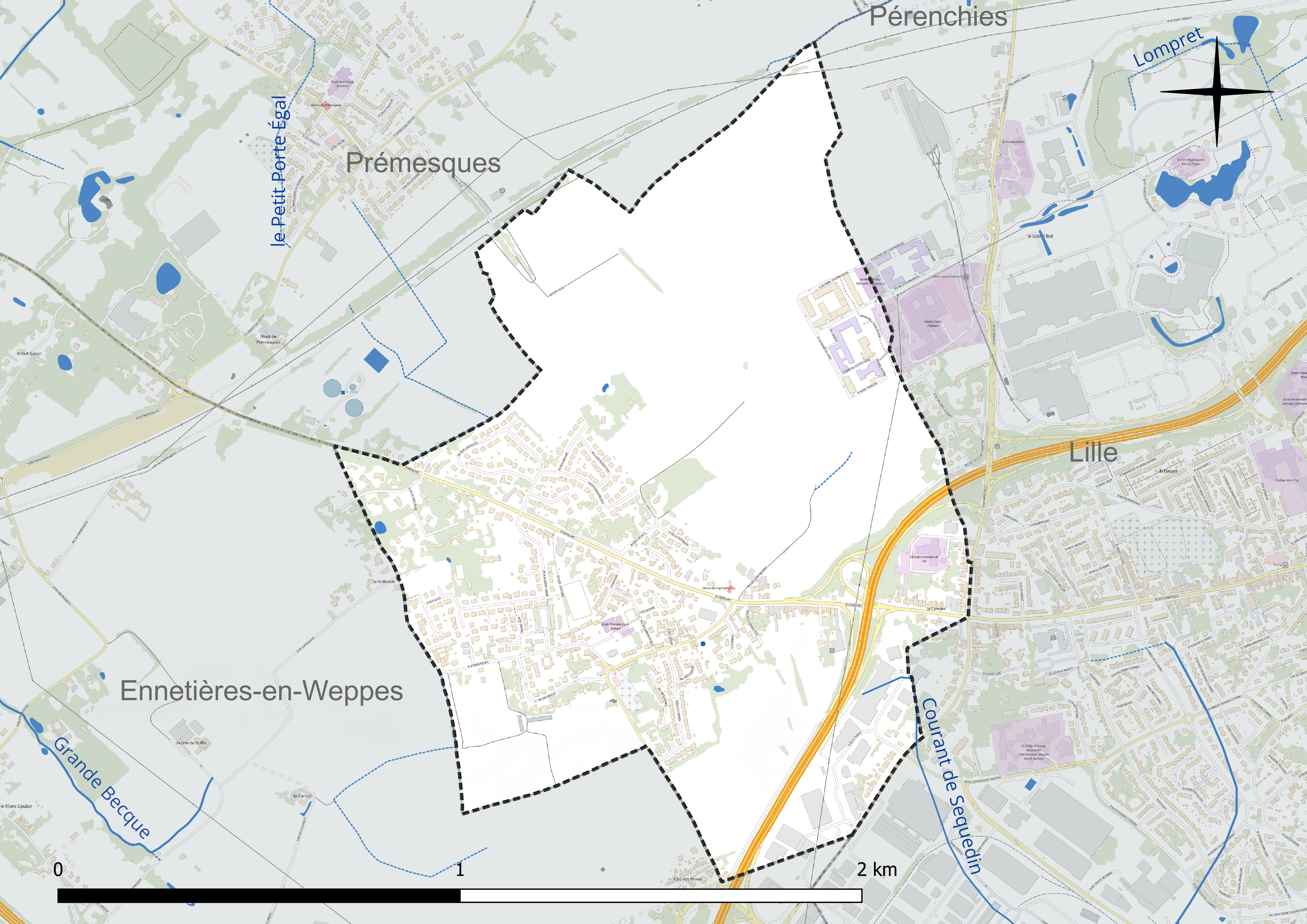
Réseau hydrographique de Capinghem.

La commune est située dans le bassin Artois-Picardie. Elle est drainée par la Becque du Corbeau, le Courant de Sequedin et un autre petit cours d'eau,.

#### Gestion et qualité des eaux
Le territoire communal est couvert par le schéma d'aménagement et de gestion des eaux (SAGE) « Marque Deûle ». Ce document de planification concerne un territoire de 1 120 km2 de superficie, délimité par les bassins versants de la Marque et de la Deûle, formant une vaste cuvette sédimentaire de 40 km de long et de 25 km de large, où la pente est très faible. Le périmètre a été arrêté le 2 décembre 2005 et le SAGE proprement dit a été approuvé le 9 mars 2020. La structure porteuse de l'élaboration et de la mise en œuvre est la Métropole européenne de Lille.
La qualité des cours d'eau peut être consultée sur un site dédié géré par les agences de l'eau et l'Agence française pour la biodiversité.

### Climat
Pour des articles plus généraux, voir Climat des Hauts-de-France et Climat du Nord.
En 2010, le climat de la commune est de type climat océanique dégradé des plaines du Centre et du Nord, selon une étude du CNRS s'appuyant sur une série de données couvrant la période 1971-2000. En 2020, Météo-France publie une typologie des climats de la France métropolitaine dans laquelle la commune est exposée à un climat océanique et est dans la région climatique Nord-est du bassin Parisien, caractérisée par un ensoleillement médiocre, une pluviométrie moyenne régulièrement répartie au cours de l'année et un hiver froid (3 °C).
Pour la période 1971-2000, la température annuelle moyenne est de 10,4 °C, avec une amplitude thermique annuelle de 14,3 °C. Le cumul annuel moyen de précipitations est de 688 mm, avec 11,9 jours de précipitations en janvier et 8,5 jours en juillet. Pour la période 1991-2020, la température moyenne annuelle observée sur la station météorologique la plus proche, située sur la commune de Lesquin à 12 km à vol d'oiseau, est de 11,3 °C et le cumul annuel moyen de précipitations est de 740,0 mm,. Pour l'avenir, les paramètres climatiques de la commune estimés pour 2050 selon différents scénarios d'émission de gaz à effet de serre sont consultables sur un site dédié publié par Météo-France en novembre 2022.

## Urbanisme

### Typologie
Au 1er janvier 2024, Capinghem est catégorisée grand centre urbain, selon la nouvelle grille communale de densité à sept niveaux définie par l'Insee en 2022.
Elle appartient à l'unité urbaine de Lille (partie française), une agglomération internationale regroupant 60  communes, dont elle est une commune de la banlieue,,.
Par ailleurs la commune fait partie de l'aire d'attraction de Lille (partie française), dont elle est une commune du pôle principal,. Cette aire, qui regroupe 201 communes, est catégorisée dans les aires de 700 000 habitants ou plus (hors Paris),.

### Occupation des sols

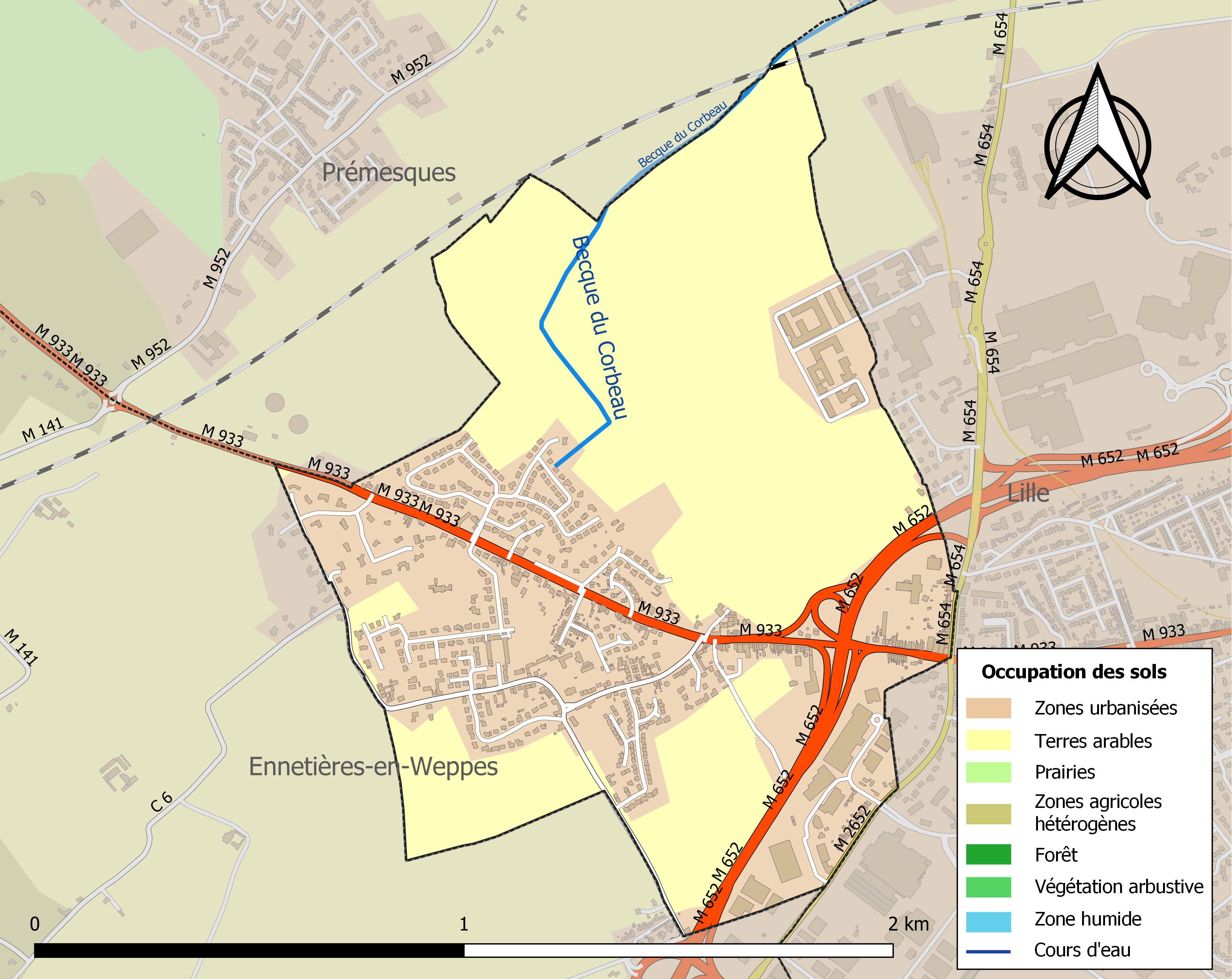
Carte des infrastructures et de l'occupation des sols de la commune en 2018 (CLC).

L'occupation des sols de la commune, telle qu'elle ressort de la base de données européenne d'occupation biophysique des sols Corine Land Cover (CLC), est marquée par l'importance des territoires agricoles (54 % en 2018), en diminution par rapport à 1990 (67,6 %).
La répartition détaillée en 2018 est la suivante : terres arables (54 %), zones urbanisées (35,2 %), zones industrielles ou commerciales et réseaux de communication (10,8 %).
L'évolution de l'occupation des sols de la commune et de ses infrastructures peut être observée sur les différentes représentations cartographiques du territoire : la carte de Cassini (XVIIIe siècle), la carte d'état-major (1820-1866) et les cartes ou photos aériennes de l'IGN pour la période actuelle (1950 à aujourd'hui).

### Morphologie urbaine
L'évolution de la population doit beaucoup au positionnement limitrophe de Capinghem avec une aire urbaine très bien équipée en infrastructure récentes de la Métropole Européenne de Lille (Périphérique nord de Lille 70-90, Métro 90, Hôpital 70-90, Centre Commercial 85-00).
Ces atouts urbains, issus d'investissements massifs de la CUDL, ont entraîné des réflexions sur l'aménagement du secteur de « Tournebride ».
Sous l'impulsion de l'ICL (Institut Catholique de Lille) et sous la forme d'une expérience urbaine et sociale, la création du quartier Humanicité a connu une réussite très rapide.
Capinghem, historiquement village limitrophe de l'aire urbaine Lille, bénéficie ainsi d'une avantageuse dualité ville-campagne.
Pour tirer parti de cette exceptionnelle situation, des réflexions et des actions doivent maintenant permettre d'assurer la bonne prise en compte des évolutions en cours et à venir (comme notamment la connexion du « centre village » avec le secteur Humanicité-Tournebride ou l'intégration des voiries d'Humanicité dans le réseau routier de la Métropole Européenne de Lille).

Architecture locale
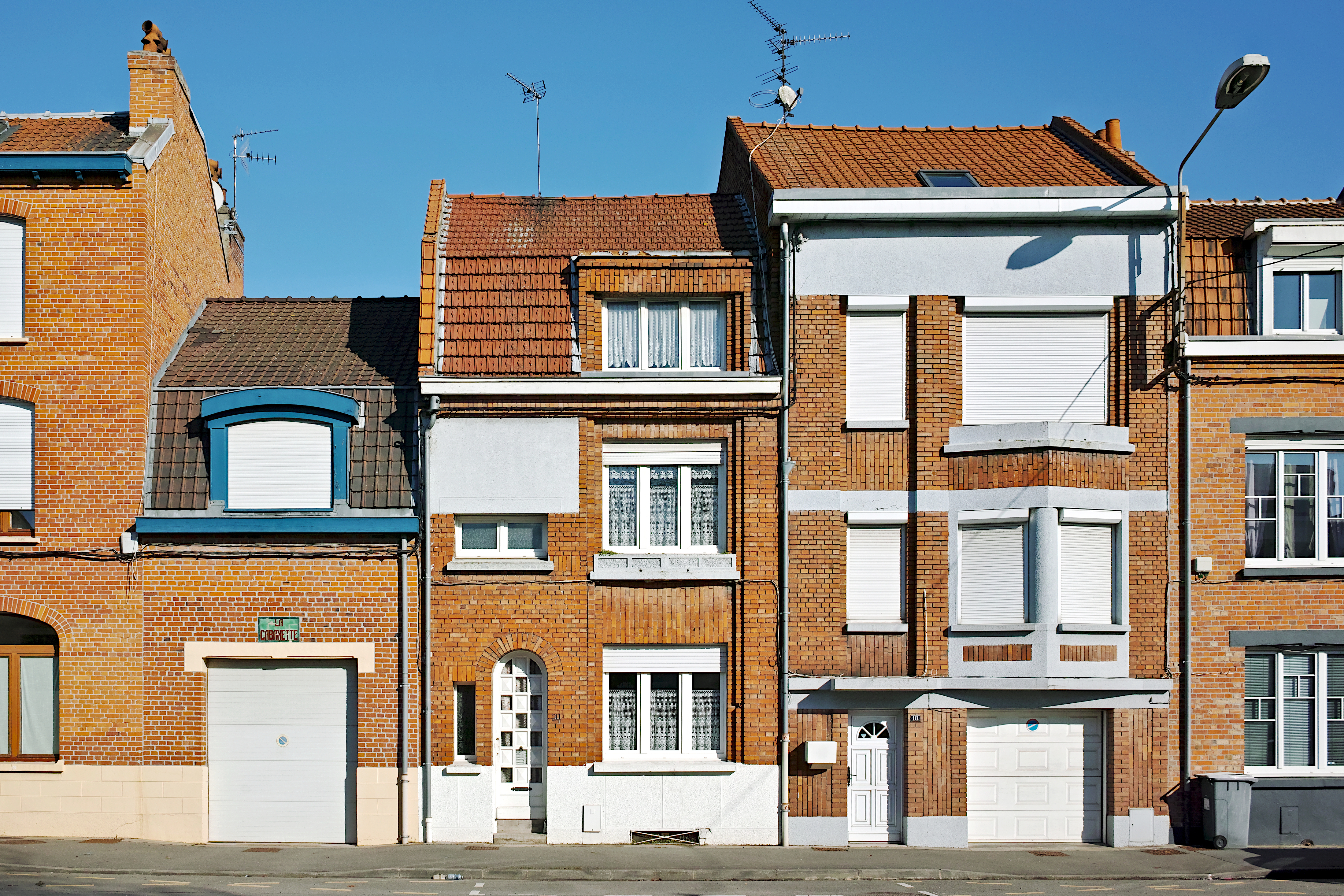
rue Poincarré.
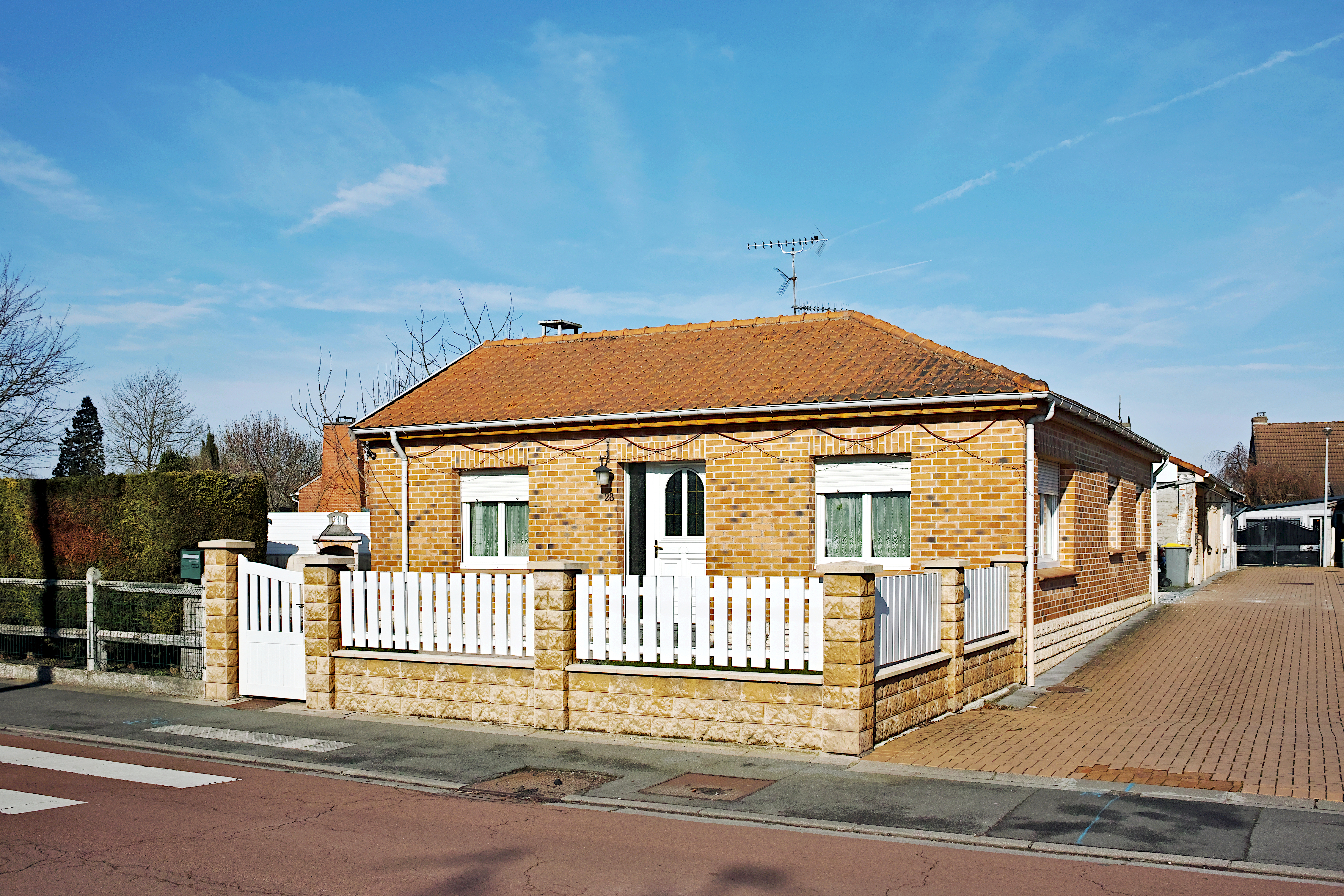
Rue de l'église.
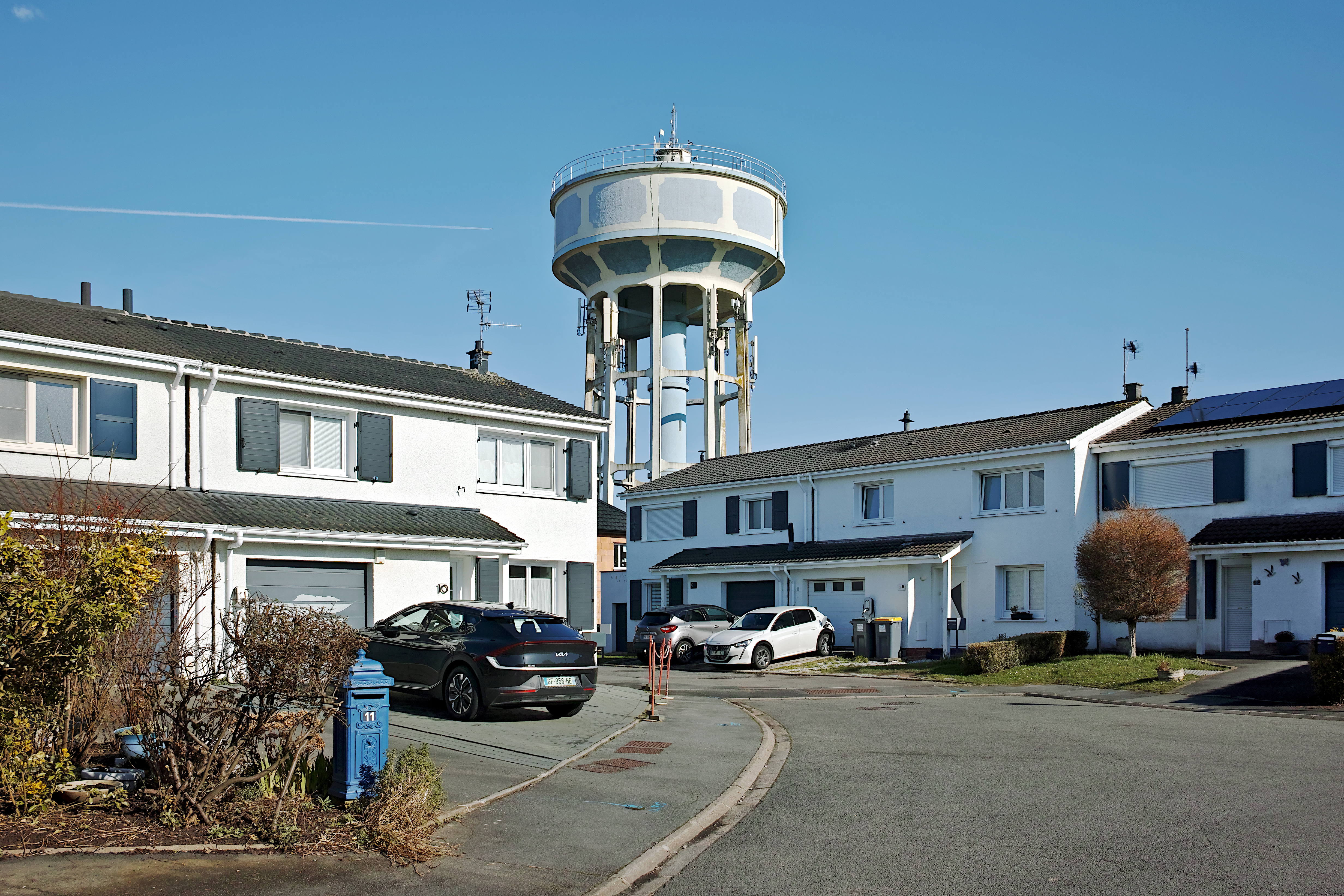
Allée des Saules.

### Habitat et logement
En 2021, le nombre total de logements dans la commune était de 1 286, alors qu'il était de 921 en 2016 et de 616 en 2011.
Parmi ces logements, 94,1 % étaient des résidences principales, 0,2 % des résidences secondaires et 5,7 % des logements vacants. Ces logements étaient pour 49 % d'entre eux des maisons individuelles et pour 50,6 % des appartements.
Le tableau ci-dessous présente la typologie des logements à Capinghem en 2021 en comparaison avec celle du Nord et de la France entière. Une caractéristique marquante du parc de logements est ainsi la faible proportion des résidences secondaires et logements occasionnels (0,2 %) par rapport au département (1,8 %) et à la France entière (9,7 %).
| Typologie                                               | Capinghem | Nord | France entière |
| ------------------------------------------------------- | --------- | ---- | -------------- |
| Résidences principales (en %)                           | 94,1      | 90,9 | 82,2           |
| Résidences secondaires et logements occasionnels (en %) | 0,2       | 1,8  | 9,7            |
| Logements vacants (en %)                                | 5,7       | 7,4  | 8,1            |

### Voies de communication et transports

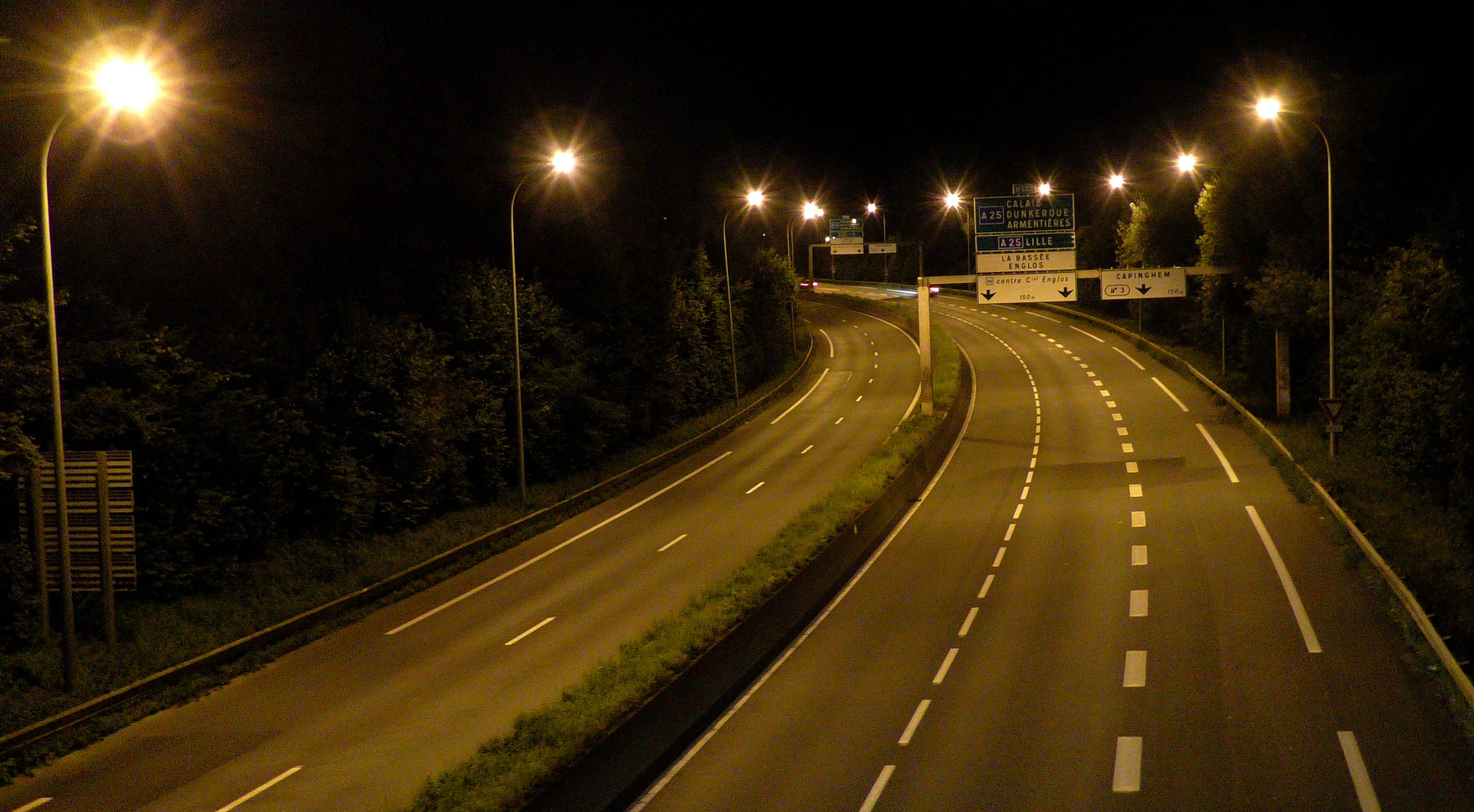
La rocade nord-ouest de Lille (Route métropolitaine 652).

Directement raccordé au réseau autoroutier par la rocade Nord de Lille, Capinghem bénéficie au niveau du quartier « Humanicité », situé à cheval sur la commune de Lomme, d'un accès direct au terminus Saint-Philibert de la ligne 2 du métro de Lille.
La commune est desservie, en 2023, par la Liane 99, les lignes 61, 62, 64, 65, 80 et Corolle 2, et par les lignes de transport à la demande 22R, 61R, 62R, 64R et 65R du réseau Ilévia.

## Toponymie
Le nom de la localité est attesté sous les formes Campingehem en 1143 (bulle du pape Célestin II pour St-Pierre de Lille, Mirœus, IV, 16); Kampingeim en 1159 (titre de St-Aubert, de Cambrai, Carpentier, Preuves, 84); Campinghem en 1201 (diplôme de Bauduin, dénommant les chevaliers qui doivent l'accompagner dans son expédition de Terre-Sainte, à Valenciennes, Mir. III, 73).
Il s'agit d'un type toponymique germanique spécifique au flamand, car on y note une double suffixation -ing-hem. L'élément -hem est le produit de la monophtongaison du vieux bas francique *haim « foyer, maison » postulé par ces correspondants germaniques occidentaux : allemand heim « foyer, maison », vieil anglais hām « foyer, maison, village » qui se poursuit dans l'ancien français ham « village », d'où hamel > hameau. Hem est une forme spécifiquement flamande que l'on rencontre également en Picardie occidentale. Le suffixe -ing est aussi caractéristique du germanique occidental, qui latinisé en -ingos a abouti en domaine roman parfois à la terminaison -an(s) (cf. chambellan, paysan, cormoran), -ain(s) ou encore -ein(s), voire -in. -inga(s) a donné -ange(s). -ing dénotait un ensemble de personnes, une famille lorsqu'il était précédé par un anthroponyme. L'élément Cap- représente le nom de personne germanique Kampo, d'où *Kamping « la famille, la parentèle de Kampo ».
Le forme actuelle Capinghem montre que le toponyme s'est fixé sous une forme d'ancien flamand, car il a cessé d'être parlé au profit du picard, alors que dans les régions où seul le flamand est la langue usuelle, il aurait évolué en *Kampegem (cf. toponymes belges en -egem).
La commune est dénommée en néerlandais : Campinghem et  en flamand occidental : Kampingem)

## Histoire

### Moyen Âge
Le premier acte connu remonte à 1124. Il s'agit de la donation de la dîme à Saint-Pierre de Lille. L'église de la paroisse est offerte au chapitre de Saint-Pierre par Simon, évêque de Tournai, donation confirmée par le pape Célestin II, en 1143.
Au Moyen Âge, la seigneurie de Capinghem ou fief de la Vichte compte comme l'une des plus importantes du secteur. Elle passe ensuite à la famille Vilain de Gand dont l'illustre Maximilien, comte d'Isenghien, est connu pour avoir sévèrement réprimé les ravages des Gueux (iconoclastes) en 1566.

### Temps modernes
En 1646, lors du siège d'Armentières, les maréchaux de Gassion et de Rantzau, dirigeant l'armée française contre Lomme, assiègent la paroisse.
Un dénombrement daté de 1543 donnait 33 feux (maisons). On en compte aujourd'hui plus de 850.
Le village qui appartenait aux Pays-Bas espagnols est rattaché à la France en 1668.
Au XVIIIe siècle, la seigneurie de Capinghem est détenue par la famille Rouvroy, originaire de Lille.
Jacques-François-Alexandre Rouvroy (1697-1776), chevalier, seigneur de Fournes, Capinghem, Treupignies, est le fils de Jacques, seigneur de Fournes, receveur de l'hôpital de la présentation Notre-Dame (Hospice Comtesse) à Lille, bourgeois de Lille, trésorier de France au bureau de la généralité de Lille, et de Marie-Madeleine Aronio. Il nait à Lille le 3 mai 1697, devient bourgeois de Lille le 21 mars 1731, succède à son père dans le poste de trésorier de France au bureau de la généralité de Lille le 3 juillet 1721, exerce la charge plus de vingt ans jusqu'au 22 juin 1754, ce qui lui vaut l'anoblissement pour lui et sa descendance. Il meurt à Lille le 13 février 1776, à 78 ans, est inhumé dans l'église Saint-Maurice de Lille. Il épouse à Lille le 22 janvier 1731 Marie-Claire-Joseph-Bonne Jacops, fille de Martin, écuyer, seigneur d'Ascq, et de Marie-Albertine Diedeman. Elle nait à Lille en mars 1706 (baptisée le 8 mars 1706) et meurt le 28 octobre 1781, à 75 ans, ou le 28 octobre 1787, à 81 ans.
Louis-Joseph-Anaclet de Rouvroy (1744-1820), écuyer, fils de Jacques-François-Alexandre, est le dernier seigneur de Capinghem. Il nait à Lille en juillet 1744 (baptisé le 26 juillet 1744), devient officier au régiment des gardes de la reine, exempt des gardes du comte d'Artois (futur Charles X), puis lieutenant-colonel, chevalier de Saint-Louis, prévôt royal héréditaire de Lille, marguillier de l'église Saint-Maurice de Lille. Il émigre en 1793 (pendant la Terreur dans le Nord-Pas-de-Calais), est amnistié par le décret du 4 thermidor an X (23 juillet 1802), et meurt à Lille le 7 août 1820, à l'âge de 76 ans. Il épouse Robertine-Joseph Le Comte de Bus (1758-1857), fille de Joseph-Auguste, écuyer, prévôt héréditaire de Lille, et de Robertine-Joseph Imbert. Elle nait à Lille en janvier 1758 (baptisée le 2 janvier 1758) et meurt à Lille le 12 mai 1857, à 99 ans.
Philippe-Louis-Joseph Rouvroy (1782-1851), écuyer, fils de Louis-Joseph-Anaclet, nait à Fournes-en-Weppes le 24 août 1782. Il est commissaire du roi près la Monnaie de Lille, conseiller municipal de Lille (décret impérial du 12 novembre 1808), démissionne le 5 août 1830 (à la suite de la Révolution de 1830 ?), et meurt le 12 novembre 1851. Il s'est marié à Lille le 26 novembre 1823 avec Louise-Sophie-Aronio de Romblay(1788-1868). Elle nait à Lille en décembre 1788 (baptisée le 30 décembre 1788) et meurt le 4 février 1868, à l'âge de 79 ans. Elle était la fille de Michel-Eugène-Joseph, écuyer, seigneur de Le Vigne, bourgeois de Lille, adjoint au maire de Lille (arrêté du Premier consul Napoléon Bonaparte du 13 thermidor an VIII -1er août 1800), conseiller de préfecture sous le Premier Empire, chevalier de la Légion d'honneur, et de Marie -Philippine-Théodore Bruneau, dame de Beauffremez, La Rive.

### Révolution française et Empire
À la Révolution française, sous l'impulsion d'Augustin François Tirant, premier maire, un nouvel essor économique complète l'activité agricole grâce au développement du travail du lin, du cuir et du petit artisanat.

### Époque contemporaine
La population de Capinghem était, en 1830, de 323 habitants dont 49 indigents secourus et 3 mendiants. À cette époque, le principal genre d'industrie, dans cette commune était l'agriculture et le tissage des toiles. Les principales cultures agricoles étaient le blé, le lin et le colza, les autres cultures étaient l'avoine, le trèfle, les fèves et, en moindre part, le tabac et les légumes. Sur la superficie de 184 ha couvrant la commune, en 1830, il y avait 145 ha de terres labourables, 4 ha en prés, 26 ha en superficies plantées, 2 ha en propriétés bâties et 6 ha en routes, rivières, etc.
Pendant tout le XIXe siècle, la population ne cesse d'augmenter au rythme des constructions nouvelles. L'implantation de la brasserie Fréteur (1890) provoque même un boum démographique.
Pendant la Première Guerre mondiale, le village situé à proximité de la ligne de front est détruit à plus de 95 %, ce qui entraînera un net ralentissement de son essor. Il faudra attendre les années 1930 pour voir un renouveau économique et social.
Aujourd'hui, Capinghem qui a vu sa population doubler en trente ans, présente deux aspects. Le cœur du village ancien autour de l'église a gardé son caractère rural. Par opposition, les nombreuses constructions autour des grands axes routiers lui donnent un aspect plus urbain.
Un nouveau quartier, le laboratoire social «Humanicité », a été créé dès le début des années 2000 sous l'impulsion de l'Université catholique de Lille,.

## Politique et administration

### Rattachements administratifs et électoraux

#### Rattachements administratifs
La commune se trouve dans l'arrondissement de Lille du département du Nord.
Elle faisait partie depuis 1793 du canton d'Armentières . Dans le cadre du redécoupage cantonal de 2014 en France, cette circonscription administrative territoriale a disparu, et le canton n'est plus qu'une circonscription électorale.

#### Rattachements électoraux
Pour les élections départementales, la commune fait partie depuis 2014 d'un nouveau  canton d'Armentières porté de 8 à 15 communes.
Pour l'élection des députés, elle fait partie de la onzième circonscription du Nord.

### Intercommunalité
Capinghem est membre de la Métropole européenne de Lille, un établissement public de coopération intercommunale (EPCI) à fiscalité propre créé en 2015 par transformation de  Lille Métropole Communauté urbaine (LMCU) créée en 1966 et auquel la commune a transféré un certain nombre de ses compétences, dans les conditions déterminées par le code général des collectivités territoriales.

### Liste des maires
| Période                                  | Période                        | Identité                      | Étiquette | Qualité                                                         |
| ---------------------------------------- | ------------------------------ | ----------------------------- | --------- | --------------------------------------------------------------- |
| 1790                                     | 1794                           | Augustin François Tirant      |           |                                                                 |
| 1794                                     | 1799                           | Pierre François Chombart      |           |                                                                 |
| 1799                                     | 1800                           | Augustin François Tirant      |           |                                                                 |
| 1800                                     | 1804                           | Antoine Joseph Tirant,        |           |                                                                 |
| 1804                                     | 1807                           | Alexandre Joseph Facon        |           |                                                                 |
| 1807                                     | 1813                           | Augustin François Tirant      |           |                                                                 |
| 1813                                     | 1815                           | Alexandre Joseph Facon        |           |                                                                 |
| 1815                                     | 1840                           | Auguste Denoyelle             |           |                                                                 |
| Les données manquantes sont à compléter. |                                |                               |           |                                                                 |
| 1863                                     | 1865                           | Louis François Pollet         |           |                                                                 |
| 1865                                     | 1871                           | Pierre François Delpierre     |           |                                                                 |
| 1871                                     | 1887                           | Désiré Barette                |           |                                                                 |
| 1887                                     | 1888                           | Carolus Lhermitte             |           | Maire intérimaire                                               |
| 1888                                     | 1889                           | Victor Versme                 |           |                                                                 |
| 1889                                     | 1905                           | François Denoyelle            |           |                                                                 |
| 1905                                     | 1914                           | Charles Fallet                |           |                                                                 |
| 1914                                     | 1919                           | Louis Coigne                  |           | Maire intérimaire                                               |
| 1919                                     | 1926                           | Charles Fallet                |           |                                                                 |
| 1926                                     | 1939                           | Jules Forestier               |           |                                                                 |
| 1939                                     | 1944                           | Henri Candeille               |           |                                                                 |
| 1945                                     | 1945                           | Adrien Laporte                |           |                                                                 |
| 1945                                     | 1947                           | Marcel Vermeulen              |           |                                                                 |
| 1947                                     | octobre 1947                   | Eugène Leclaire               |           |                                                                 |
| octobre 1947                             | mai 1953                       | Rémi Turbé                    |           |                                                                 |
| mai 1953                                 | 1960                           | Vincent Bultell               |           |                                                                 |
| 1960                                     | mars 1977                      | Rémi Turbé                    |           |                                                                 |
| mars 1977                                | juin 1995                      | Robert Ghesquière (1925-2013) |           | Cadre retraité des PTT, maire honoraire                         |
| juin 1995                                | septembre 2011                 | Dominique Verfaillie          | DVD       | Assistant de direction Démissionnaire                           |
| novembre 2011                            | décembre 2024                  | Christian Mathon              | DVD       | Aide-soignant Vice-président de la MEL (2020 → ) Démissionnaire |
| décembre 2024                            | En cours (au 11 décembre 2024) | Vincent Ducourau              |           | Consultant, ancien attaché parlementaire                        |

## Équipements et services publics

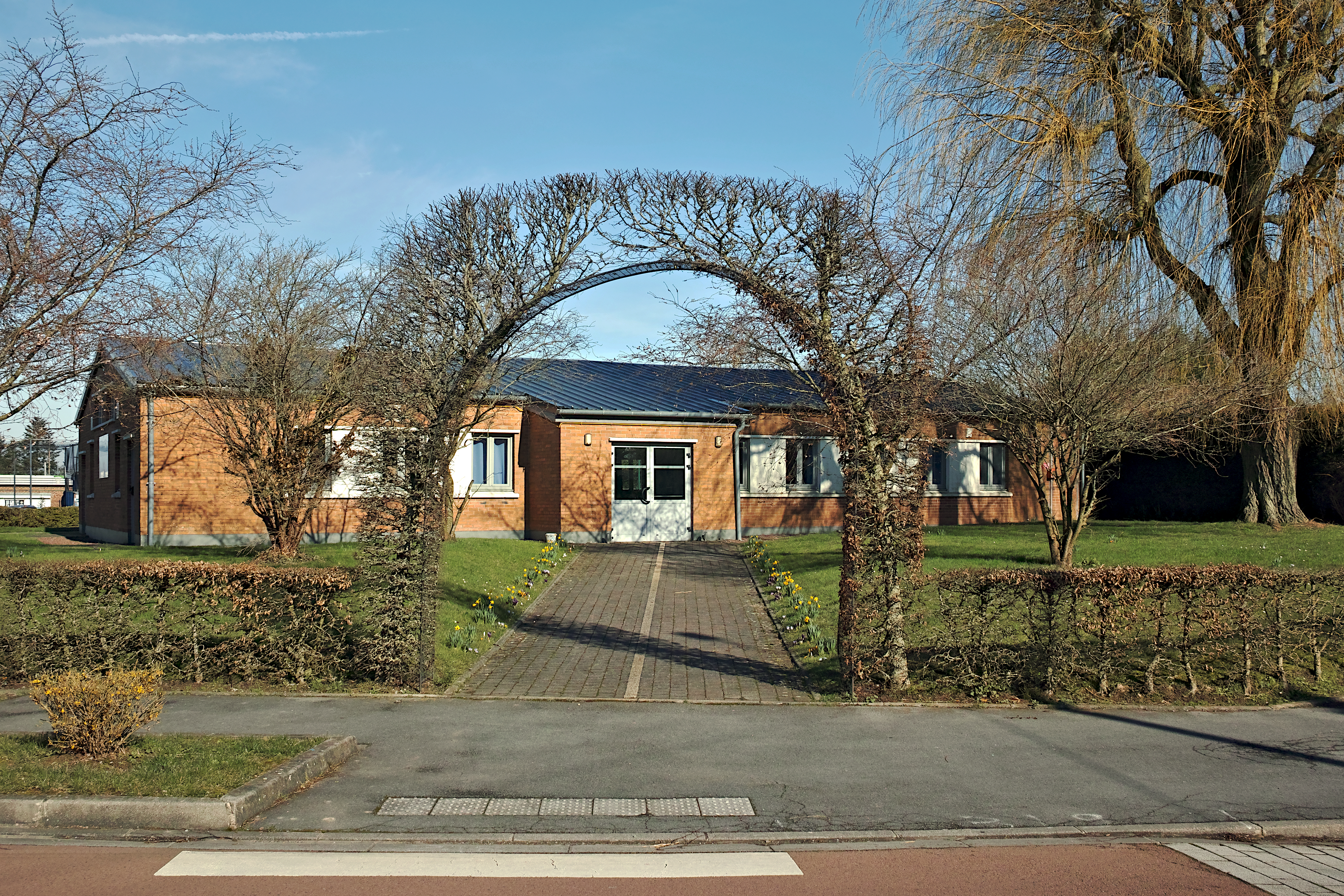
La salle Gesquière.

### Justice, sécurité, secours et défense
La commune relève du tribunal d'instance de Lille, du tribunal de grande instance de Lille, de la cour d'appel de Douai, du tribunal pour enfants de Lille, du tribunal de commerce de Tourcoing, du tribunal administratif de Lille et de la cour administrative d'appel de Douai.

## Population et société

### Démographie

#### Évolution démographique
L'évolution du nombre d'habitants est connue à travers les recensements de la population effectués dans la commune depuis 1793. Pour les communes de moins de 10 000 habitants, une enquête de recensement portant sur toute la population est réalisée tous les cinq ans, les populations de référence des années intermédiaires étant quant à elles estimées par interpolation ou extrapolation. Pour la commune, le premier recensement exhaustif entrant dans le cadre du nouveau dispositif a été réalisé en 2008.

En 2022, la commune comptait 2 601 habitants, en évolution de +7,3 % par rapport à 2016 (Nord : +0,51 %, France hors Mayotte : +2,11 %).
| 1793 | 1800 | 1806 | 1821 | 1831 | 1836 | 1841 | 1846 | 1851 |
| ---- | ---- | ---- | ---- | ---- | ---- | ---- | ---- | ---- |
| 317  | 289  | 290  | 288  | 318  | 328  | 305  | 263  | 255  |

| 1856 | 1861 | 1866 | 1872 | 1876 | 1881 | 1886 | 1891 | 1896 |
| ---- | ---- | ---- | ---- | ---- | ---- | ---- | ---- | ---- |
| 250  | 287  | 290  | 270  | 298  | 291  | 306  | 270  | 313  |

| 1901 | 1906 | 1911 | 1921 | 1926 | 1931 | 1936 | 1946 | 1954 |
| ---- | ---- | ---- | ---- | ---- | ---- | ---- | ---- | ---- |
| 327  | 357  | 353  | 283  | 351  | 459  | 582  | 630  | 722  |

| 1962 | 1968 | 1975 | 1982  | 1990  | 1999  | 2006  | 2008  | 2013  |
| ---- | ---- | ---- | ----- | ----- | ----- | ----- | ----- | ----- |
| 981  | 996  | 927  | 1 130 | 1 170 | 1 524 | 1 596 | 1 617 | 1 695 |

| 2018  | 2022  | - | - | - | - | - | - | - |
| ----- | ----- | - | - | - | - | - | - | - |
| 2 565 | 2 601 | - | - | - | - | - | - | - |

#### Pyramide des âges
La population de la commune est relativement jeune.
En 2018, le taux de personnes d'un âge inférieur à 30 ans s'élève à 40,3 %, soit au-dessus de la moyenne départementale (39,5 %). À l'inverse, le taux de personnes d'âge supérieur à 60 ans est de 22,0 % la même année, alors qu'il est de 22,5 % au niveau départemental.
En 2018, la commune comptait 1 245 hommes pour 1 320 femmes, soit un taux de 51,46 % de femmes, légèrement inférieur au taux départemental (51,77 %).
Les pyramides des âges de la commune et du département s'établissent comme suit.
| Hommes | Classe d’âge | Femmes |
| ------ | ------------ | ------ |
| 0,6    | 90 ou +      | 1,6    |
| 4,3    | 75-89 ans    | 6,0    |
| 15,6   | 60-74 ans    | 15,8   |
| 20,4   | 45-59 ans    | 19,8   |
| 20,2   | 30-44 ans    | 15,2   |
| 25,1   | 15-29 ans    | 27,8   |
| 13,8   | 0-14 ans     | 13,9   |

| Hommes | Classe d’âge | Femmes |
| ------ | ------------ | ------ |
| 0,5    | 90 ou +      | 1,4    |
| 5,3    | 75-89 ans    | 8,1    |
| 14,8   | 60-74 ans    | 16,2   |
| 19,1   | 45-59 ans    | 18,4   |
| 19,5   | 30-44 ans    | 18,7   |
| 20,7   | 15-29 ans    | 19,1   |
| 20,2   | 0-14 ans     | 18     |

## Culture locale et patrimoine

### Lieux et monuments
- Église Saint-Vaast, reconstruite en 1928 sur les ruines de l'église néogothique de 1852 détruite lors de la première Guerre Mondiale.
- La statue du Sacré-Cœur, érigée en 1945, située rue de l'Église. Œuvre du sculpteur Adolphe Masselot.

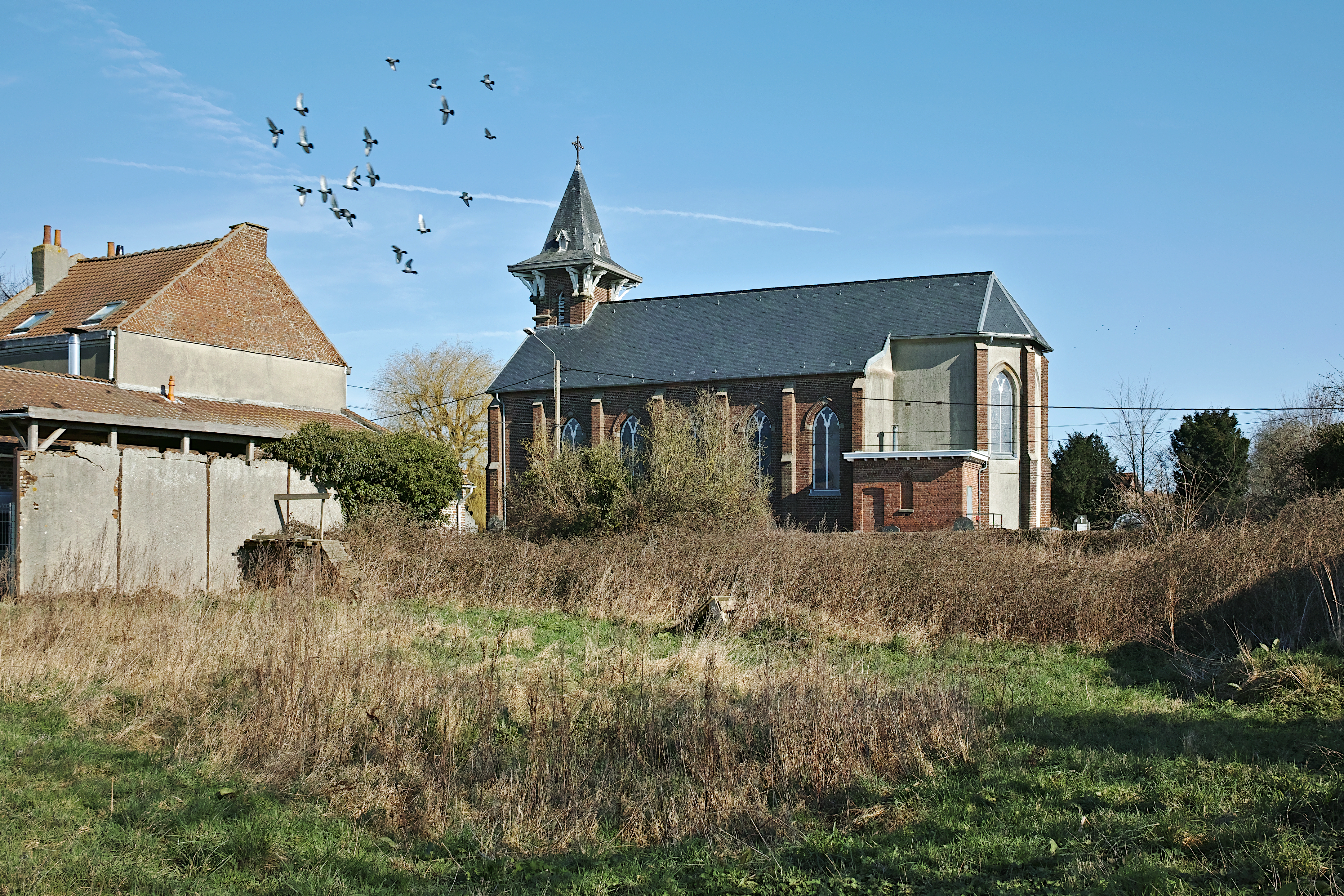
L'église Saint-Vaast...
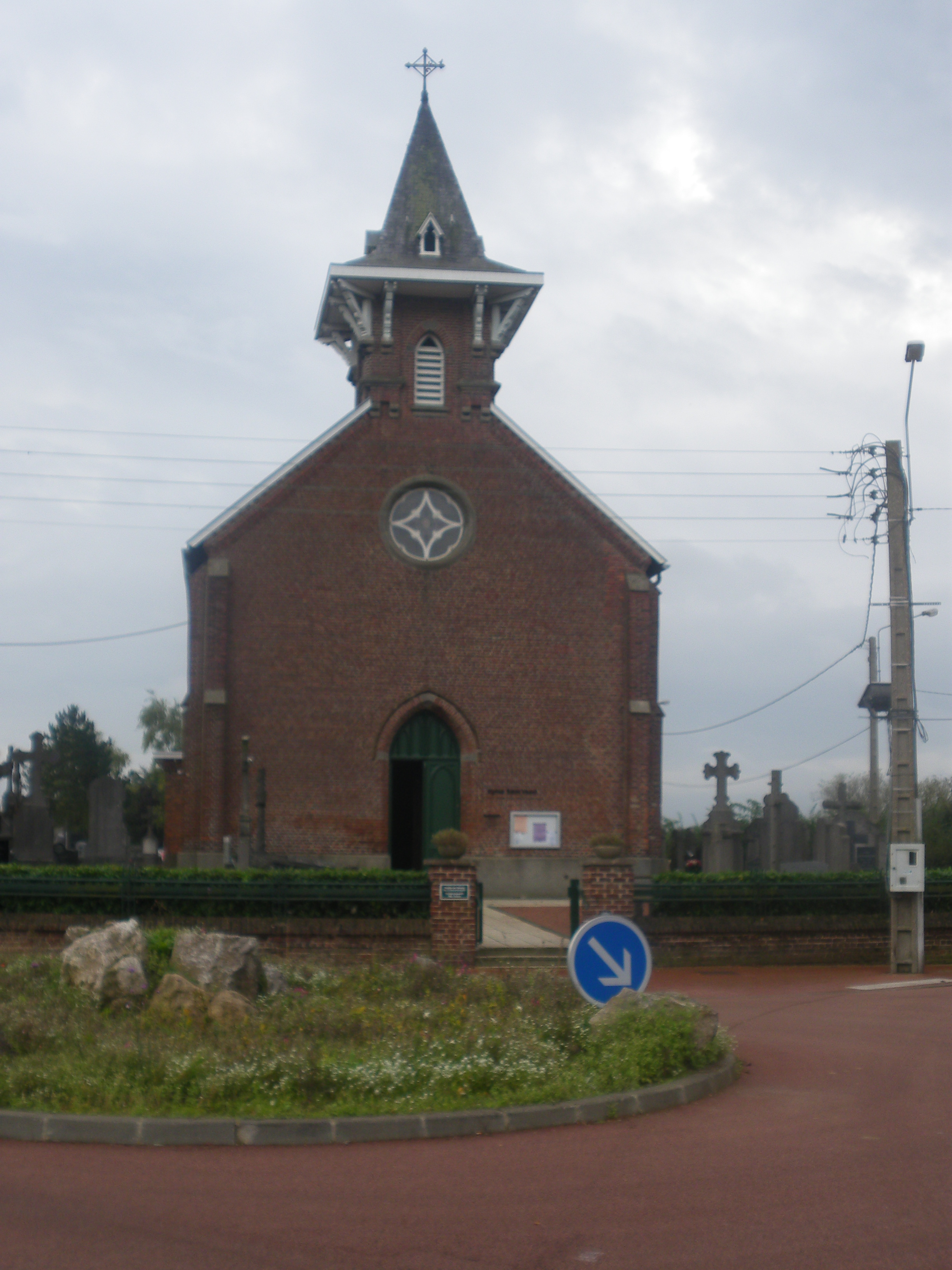
... et sa façade.
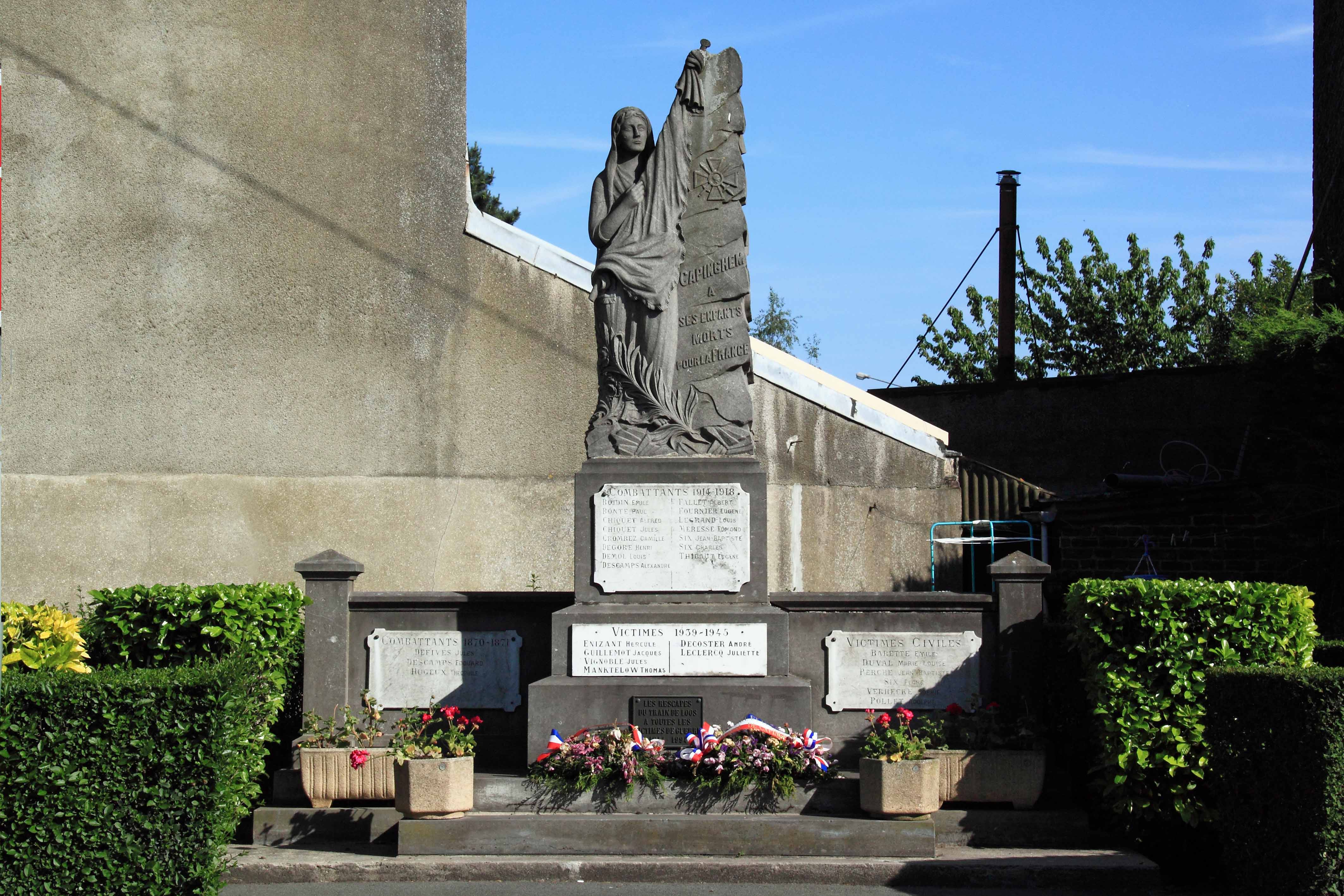
Le monument aux morts

### Personnalités liées à la commune
- Depuis 2005, le chef Pierrot de Lille y tient l'auberge de La Marmite[38].
- Le sculpteur Adolphe Masselot a été inhumé au cimetierre de Capinghem.

### Héraldique
| Blason de Capinghem | Blason  | De sable au lion d'argent.                       |
| Blason de Capinghem | Détails | Le statut officiel du blason reste à déterminer. |

## Pour approfondir